# Gleb Rahr

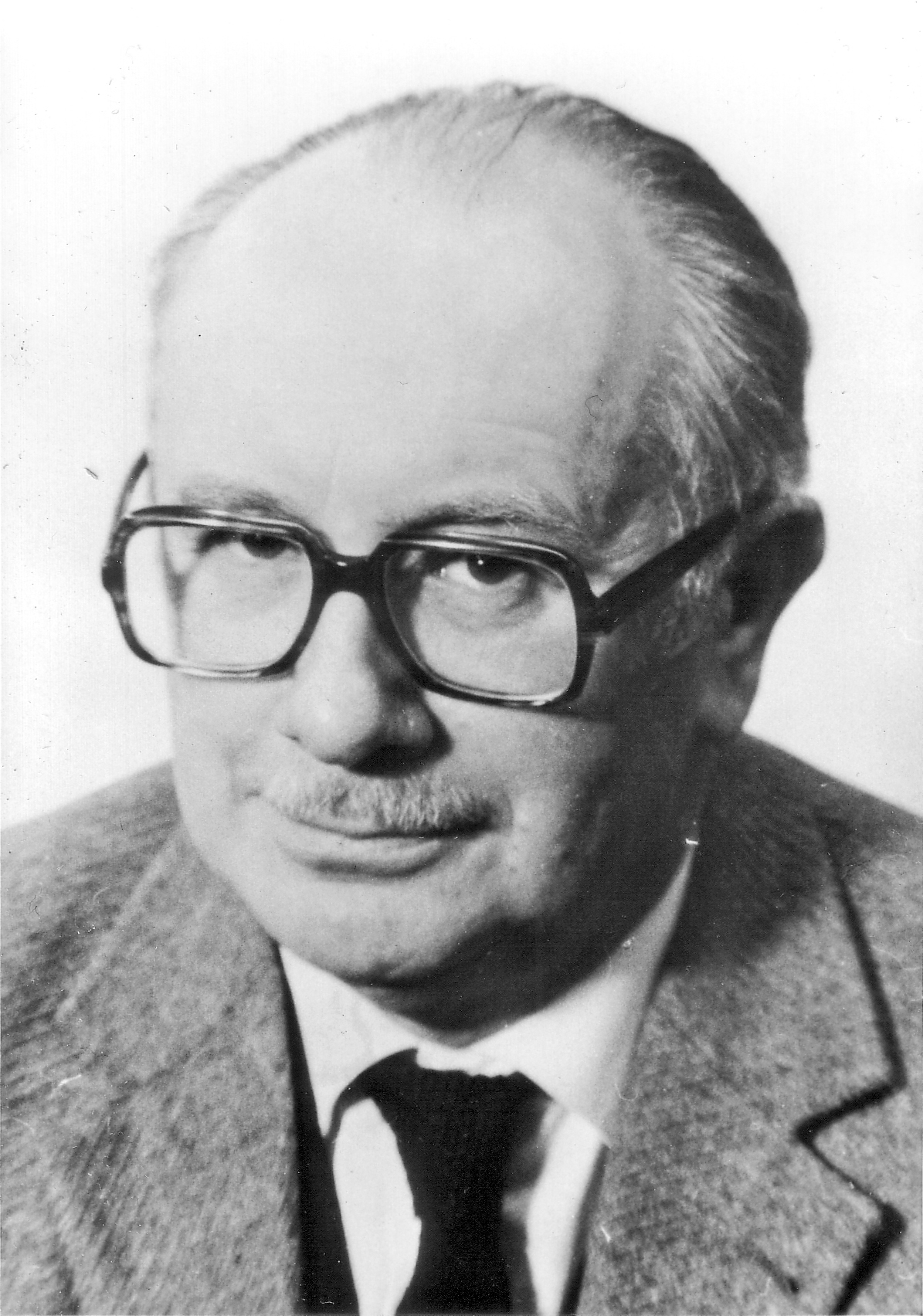
Gleb Rahr

Gleb Alexandrowitsch Rahr, Pseudonym: Alexej Wetrow (russisch Глеб Александрович Рар; * 3. Oktober 1922 in Moskau; † 3. März 2006 in Freising) war ein exilrussischer Journalist und Kirchenhistoriker.

## Leben und Wirken

### Jugend und Studium
Rahr entstammte einem deutschbaltischen Kaufmannsgeschlecht skandinavischer Herkunft, das dem Stand der Erb-Ehrenbürger des Russischen Reiches (dieser Stand wurde zu Beginn des 20. Jahrhunderts dem Adel gleichgestellt) angehörte, und war der Sohn des Kaufmanns Alexander Alexandrowitsch Rahr (1885, Moskau – 1952, London) und dessen zweiter Ehefrau Natalija Sergejewna Judina (1897 Moskau – 1980 Neufahrn bei Freising). 1924 wurde die Familie Rahr nach Estland ausgewiesen, siedelte jedoch noch im Herbst desselben Jahres nach Libau in Kurland (Lettland) um, wo Gleb Rahr aufwuchs und am deutschen Gymnasium das Abitur machte. Nach der Besetzung Lettlands durch die Rote Armee 1940 gelang der Familie im Rahmen der Umsiedlung von Angehörigen deutscher Minderheiten ins Deutsche Reich (siehe Deutsch-Balten) mit dem letzten von Libau abgehenden Evakuierungsschiff Brake am 5. März 1941 die Flucht nach Deutschland. Sie verdankte das ihrem deutsch klingenden Namen.
Seit 1942 studierte Rahr Architektur an der Universität Breslau, wo er auch am Aufbau der örtlichen russisch-orthodoxen Kirchengemeinde mitwirkte. In jener Zeit trat er dem „Bund russischer Solidaristen“ (Narodno-Trudowoi Sojus – NTS) bei, wozu er zu einem konspirativen Vorstellungsgespräch zu dessen Vorsitzenden W. M. Baidalakow nach Berlin fuhr. Mit den Eheleuten Chorvat organisierte Rahr eine NTS-Untergrundgruppe in einem Forschungslager, wo Kriegsgefangene von den Deutschen in Russland beschlagnahmte wissenschaftliche und technische Unterlagen auswerteten. Um den Einfluss des NTS auf die Russische Befreiungsarmee zu unterbinden, verhafteten die Nationalsozialisten im Juni 1944 eine Reihe von NTS-Mitgliedern, so am 14. Juni auch Gleb Rahr. Nach mehreren Verhören in der Gestapo-Leitstelle in Breslau kam er schließlich in sogenannte „Schutzhaft“ und durchlebte eine qualvolle Zeit in den Konzentrationslagern Groß-Rosen, Sachsenhausen, Schlieben, Buchenwald und Dachau. Rahr war einer der Überlebenden des Gefangenentransports von Buchenwald nach Dachau. Am 29. April 1945 erlebte er die Befreiung des Konzentrationslagers Dachau durch die Amerikaner.
Im Sommer 1945 kam die Familie Rahr in das Flüchtlingslager Mönchehof (heute Ortsteil von Espenau) bei Kassel, in dem sich vorübergehend die Zentrale des NTS befand. Danach zog sie nach Hamburg, wo Rahr als Sekretär Bischof Nathanaels (Fürst Lwow), des Bischofs der Russischen Auslandskirche in der Britischen Besatzungszone Deutschlands, arbeitete und diesem auch als Subdiakon diente.

### Tätigkeit als Journalist
Ab Ende 1947 arbeitete Rahr im Exilverlag Possev in Frankfurt am Main. In den Jahren 1949 und 1950 lebte er mit seiner Familie in Casablanca in Französisch-Marokko, wo er in einem Architekturbüro arbeitete und aktiv am kirchlichen Gemeindeleben teilnahm. Rahr war zu jener Zeit auch aktiver Pfadfinder (Pfadfindername „Seehund“) und wurde zum Leiter der Afrika-Abteilung der Russischen Pfadfinderorganisation ORJuR ernannt.
Ab 1950 arbeitete Rahr für den NTS in Deutschland. Er nahm an den Vier-Mächte-Konferenzen 1954 in Berlin und Genf sowie an der „Panamerikanischen Konferenz zum Schutze des Kontinents“ 1957 in Lima teil. Seine besondere Aufmerksamkeit galt der Lage der Kirche und der Gläubigen in Russland. Unter dem Pseudonym Alexej Wetrow schrieb er neben zahlreichen Artikeln im Jahr 1954 das im Possev-Verlag in russischer Sprache erschienene Buch Plenennaja Zerkow’ (Kirche in Gefangenschaft) über die Lage der Kirche in der Sowjetunion.
Von 1957 bis 1960 arbeitete Gleb Rahr beim Radiosender des NTS „Freies Russland“ auf Formosa (heute: Taiwan), von 1960 bis 1963 leitete er das russischsprachige Programm des Japanischen Rundfunks in Tokio und lehrte an der Fernost-Abteilung der amerikanischen University of Maryland russische Sprache (später lehrte er in Deutschland für die Europa-Abteilung derselben Universität russische Literatur und Geschichte). Von 1963 bis 1974 arbeitete er wieder für den Possev-Verlag in Frankfurt.
1972 beteiligte sich Gleb Rahr in Frankfurt gemeinsam mit Iwan Agrusow, Cornelia Gerstenmaier u. a. an der Gründung der Gesellschaft für Menschenrechte (GfM, heute IGFM).
In den Jahren von 1974 bis 1995 arbeitete Rahr bei Radio Liberty in München. Hier leitete er die nach der Sowjetunion strahlenden religiösen Sendungen sowie die Radioprogramme „Der baltische Leuchtturm“, „Russland gestern, heute und morgen“ und „Nicht von Brot allein“. Dabei blieb er trotz mancher Widerstände stets seinen Überzeugungen und Prinzipien treu und verteidigte nicht nur die kanonischen orthodoxen Positionen, sondern auch den guten Namen Russlands. Ein treuer Mitstreiter war ihm dabei immer der Nobelpreisträger Alexander Solschenizyn, mit dem ihn gemeinsame Vorstellungen und Werte verbanden. Für viele Menschen in der Sowjetunion waren die Sendungen Gleb Rahrs die einzige Möglichkeit, wahrheitsgemäße Informationen über die Lage der Russisch-Orthodoxen Kirche zu bekommen.

### Tätigkeit in der Russischen Auslandskirche
Neben seiner umfangreichen journalistischen Tätigkeit war Subdiakon Gleb Rahr auch ein bekannter Kirchenmann. In Frankfurt beteiligte er sich 1967 bis 1968 als Mitglied des Baukomitees äußerst aktiv am Bau der russischen Kirche des heiligen Nikolaus in Frankfurt-Hausen. Unter anderem oblag ihm dabei die Beschaffung der Glocken, um deren Guss in einer traditionsreichen Werkstatt in Saarburg er sich vor Ort kümmerte. Die Inschriften und Kreuze auf den Glocken wurden nach seinen Zeichnungen gegossen. Auch der große Kronleuchter in der Kirche entstand nach seinen Plänen. 1967 wurde Rahr vom Ersthierarchen der Russischen Auslandskirche, Metropolit Filaret (Wosnesenskij), zum Subdiakon geweiht.
Über viele Jahre war Rahr Mitglied des Diözesanrates der Deutschen Diözese der Russischen Orthodoxen Kirche im Ausland und der Gemeinderäte in Frankfurt und München. Er war einer der wichtigsten Mitarbeiter der „Orthodoxen Aktion“ (Prawoslawnoe Delo), einer Organisation, die sich durch Einschmuggeln religiöser Literatur um die Verbreitung des christlichen Glaubens in Russland bemühte, und war im Jahre 1972 Mitbegründer des schweizerischen Instituts „Glaube in der 2. Welt“. Rahr nahm als Vertreter der Deutschen Diözese am III. Konzil der Russischen Auslandskirche 1974 in New York teil, wo er einen Vortrag über die Lage der Kirche in Russland hielt. Solche Vorträge hielt er über Jahre in nahezu der ganzen Welt. Den Höhepunkt bildeten dabei seine Vortragsreisen während der Feiern zum Millennium der Taufe Russlands im Jahr 1988, die ihn u. a. nach Nordamerika, Australien, Frankreich, Italien, Spanien und andere europäische Länder führten. Natürlich fehlte er nicht als Redner bei den Feierlichkeiten in den Städten der Deutschen Diözese. Er genoss großen Respekt und Anerkennung in den kirchlichen Kreisen. Mit vielen Bischöfen, Priestern und Aktivisten der Russischen Auslandskirche, später auch des Moskauer Patriarchats, verbanden ihn freundschaftliche Beziehungen.

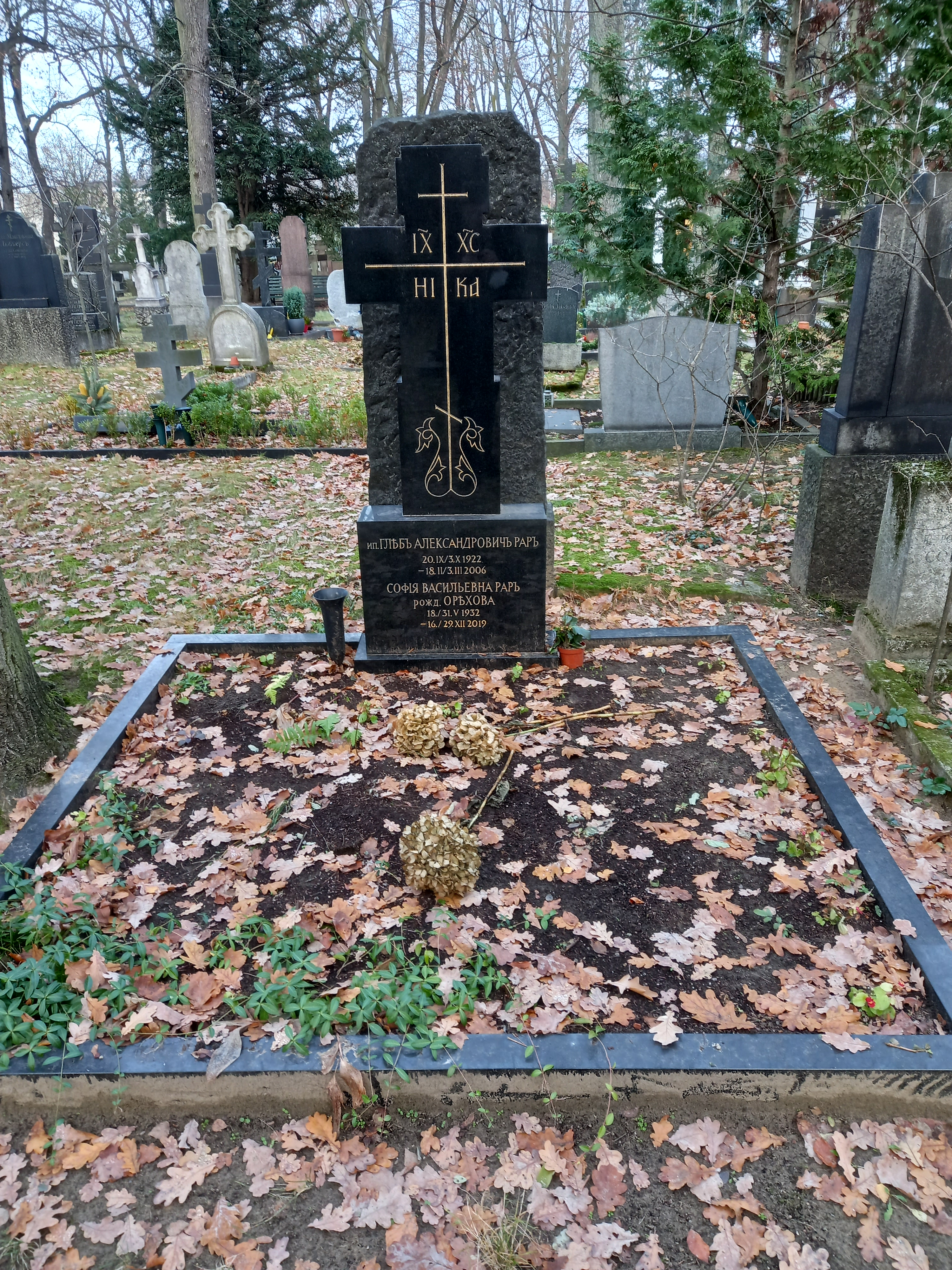
Das Grab von Gleb Rahr und seiner Ehefrau Sophia geborene Orechowa auf dem russischen Friedhof in Berlin-Tegel

Als sich seit den Feierlichkeiten zum Millennium der Taufe Russlands im Jahr 1988 die Kirche in der Heimat von staatlicher Kontrolle zu befreien begann, setzte sich Rahr verstärkt für eine Wiedervereinigung der Russischen Kirche im Ausland mit der Mutterkirche, dem Moskauer Patriarchat, ein. 1990 widersetzte er sich vehement der aus seiner Sicht unkanonischen Gründung von Gemeinden der Russischen Auslandskirche auf dem Territorium Russlands, dem kanonischen Territorium des Moskauer Patriarchats. Im August 1991 nahm Rahr mit seiner Frau am 1. „Kongress der Landsleute“ in Moskau teil, wo er von Patriarch Alexej II. empfangen wurde, der über ihn der Führung der Auslandskirche den Vorschlag zu einer Wiedervereinigung überbrachte. Als dieser Vorschlag zurückgewiesen wurde, widmete Rahr seine Kraft verstärkt nurmehr direkt der Mutterkirche.
Auf dem Gelände der KZ-Gedenkstätte Dachau wurde 1994/1995 mit Unterstützung des einstigen Gefangenen dieses Lagers auf Initiative des Erzbischofs Longin von Klin die russische Auferstehungskapelle zum Gedenken an die orthodoxen Opfer des Nationalsozialismus und jeder Gewaltherrschaft errichtet, was schließlich bald zur Gründung einer Gemeinde des Moskauer Patriarchats in München führte. Auf der zentralen Auferstehungsikone in der Dachauer Kapelle wurde Gleb Rahr von der Ikonenmalerin Angela Hauser indirekt verewigt, indem sie einen der dort abgebildeten Häftlinge Rahrs damalige Häftlingsnummer R64923 tragen ließ. In der Kapelle wird seit dem Tode Gleb Rahrs auch ein kleines Holzkreuz aufbewahrt, das Rahr seinerzeit im Lager selbst gebastelt hatte.
Gleb Rahr starb am 3. März 2006 im Alter von 83 Jahren in Freising im Kreis seiner Familie und wurde am 11. März 2006 auf dem russischen Friedhof in Berlin-Tegel beigesetzt.

## Publikationen
- Plenennaja Zerkov (Kirche in Gefangenschaft) (russ.), Possev-Verlag, Frankfurt am Main 1954
- Russische Kirchen in Deutschland. „Der Europaeische Osten“, Nr. 143, München 1967
- Zur Geschichte der japanischen orthodoxen Kirche, I, II, II in: Orthodoxe Rundschau 1973, Nr. 17–19
- Die Russische Orthodoxe Kirche im Ausland: ihr III. Gesamtkonzil in Jordanville/New York 1974 (dt.), Glaube in der 2. Welt, Küsnacht/Zürich 1974
- Schiwoe nasledie velikoj Rossii: Bratstwo svjatogo Wladimira (Ein lebendiges Erbe des großen Russlands: die Bruderschaft des heiligen Wladimir) (russ.), in: Russkoe Vosroschdenie, Nr. 24, New York 1983
- Die Russische Kirche in Bad Kissingen (dt.), Possev-Verlag, Frankfurt 1984
- Klöster, Starzen und Ikonen: 1000 Jahre russ.-orthodoxe Kirche (dt.), Moers, 1988
- Hundert Jahre Russische Kirche Bad Kissingen (dt.), Kunstverlag Josef Fink, Lindenberg 1999
- Bratskij Vestnik (Bratstwo-Bote) (russ.), Nr. 1–17, Bad Kissingen 1996–2002
- I budet nasche pokolenje dawat’ istorii ottschet. Vospominanija (Und unsere Generation wird vor der Geschichte Rechenschaft ablegen. Erinnerungen) (russ.), Verlag Russkij Put', Moskau 2011, ISBN 978-5-85887-382-2

## Ehrungen
Für seine umfassende Tätigkeit wurde Gleb Rahr mit einer Reihe von Ehren- und Dankesurkunden der Russischen Kirche im Ausland und des Moskauer Patriarchats ausgezeichnet, so im Jahre 1988 vom Bischofssynod der Auslandskirche und Bischof Mark von Berlin und Deutschland, 2001 von der Polnischen Orthodoxen Kirche für seine Verdienste um die Wiedererrichtung der jahrzehntelang entweihten orthodoxen Kirche in Görbersdorf (Sokołowsko), und zuletzt im Jahre 2004 vom Patriarchen Alexej II. für sein Lebenswerk. Auf persönliche Anordnung des Präsidenten der Russischen Föderation Wladimir Putin wurde Gleb Rahr und seiner Frau noch 2001 die russische Staatsbürgerschaft zuerkannt.

## Familie
Rahr heiratete am 6. Oktober 1957 in Brüssel Sofija Orechow (1932–2019), die Tochter des Hauptmanns Wassili Wassiljewitsch Orechow (1896–1990), der als Veteran des Ersten Weltkrieges und des Russischen Bürgerkriegs, als Aktivist des „Russischen Allgemeinen Kriegerbundes“ (ROVS), als Gründer der „Russischen Nationalen Vereinigung“ (RNO), vor allem aber als Gründer und Herausgeber der Zeitschrift „Tschasowoj“ (Der Wachtposten), des Verbindungsorgans der russischen Offiziere im Exil, großes Ansehen in der russischen Diaspora weltweit genoss.
Ihre sechs Kinder setzen alle auf ihre Weise das Werk des Vaters fort: Alexander Rahr (geb. 1959) ist Politikwissenschaftler und internationaler Russlandberater in Berlin; Xenia Rahr-Zabelitch (geb. 1960) ist die Frau von Erzpriester Nikolai Zabelitch, dem Vorsteher der russischen orthodoxen Gemeinde in München und Dachau, wo sie den Kirchenchor leitet und als Vorsitzende des Vereins „Altenhilfe Moskau e. V.“ geistliche Benefizkonzerte veranstaltet; Vsevolod (Pseudonym: Benjamin) Rahr (geb. 1962) ist Journalist in London; Erzpriester Michail Rahr (geb. 1963) ist Vorsteher der russischen Kirche in Weimar; Dimitrij Rahr (geb. 1964) ist Übersetzer und Nachfolger seines Vaters als Vorsitzender der „Bruderschaft des heiligen Fürsten Wladimir“; Irina Antal-Rahr (geb. 1966) engagiert sich gesellschaftlich im kirchlichen und exilrussischen Milieu, so in der Kinder- und Jugendarbeit.

## Dokumentarfilm
- Weiße Russen. Dokumentarfilm von Richard Blank. Bayerischer Rundfunk, 1981.